# Stephan Kulle

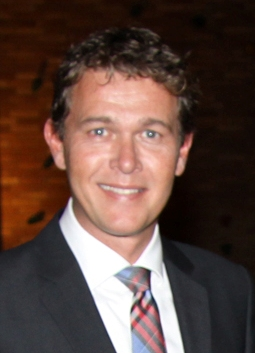
Stephan Kulle, 2011

Stephan Kulle (* 4. Oktober 1967 in Leinefelde-Worbis) ist ein deutscher Theologe, Journalist, Fernsehmoderator und Buchautor.

## Leben
Stephan Kulle studierte in Berlin, Erfurt, Münster und Frankfurt am Main katholische Theologie mit dem Ziel, Priester zu werden. Durch einen von einem Freund am 10. Juli 1991 verschuldeten Verkehrsunfall erlitt er eine Querschnittlähmung, die ihn zum Tetraplegiker machte. Dank intensiver therapeutischer Bemühungen, über die er in seinem Buch Riss im Glück berichtet, konnten die Folgen des Unfalls reduziert werden.
Heute kann Stephan Kulle ohne Gehhilfe gehen.
Stephan Kulle lebt derzeit in Frankfurt am Main und Rom. Er ist Nachrichtenredakteur und berichtet unter anderem für das Zweite Deutsche Fernsehen (ZDF) und den Ereignis- und Dokumentationskanal Phoenix über religiöse und kirchliche Themen insbesondere aus dem Vatikan und dem Umfeld des Papstes sowie über wichtige religiöse Ereignisse in Deutschland und der Welt, wie etwa den Weltjugendtag oder den Papstbesuch in Bayern und der Türkei. Von 2000 bis 2003 moderierte er die heute-Nachrichten vor allem im ZDF-Morgenmagazin. Im Jahr 2004 war er Moderator der WDR-Sendung daheim + unterwegs. Aktuell moderiert Stephan Kulle die Sendungen Phoenix vor Ort und Phoenix der Tag.
Im Wintersemester 2006/2007 lehrte Stephan Kulle im Fach Theologie an der Universität Koblenz-Landau zum Thema „Medien und Religion“.
Kulle schrieb am 19. April 2005 um 18.39 Uhr ein kleines Stück Fernsehgeschichte, als er bereits vier Minuten vor der offiziellen Bekanntgabe der Wahl von Joseph Ratzinger zum neuen Papst Benedikt XVI. aus sicherer Quelle von dem Wahlergebnis erfuhr und diese Nachricht vorzeitig bei Phoenix verkündete. In seinem Buch Habemus Papam berichtet er in Tagebuchform von der Sedisvakanz nach dem Tod Johannes Paul II. und der Wahl Joseph Ratzingers zum neuen Papst Benedikt XVI.